# Thuận tay trái

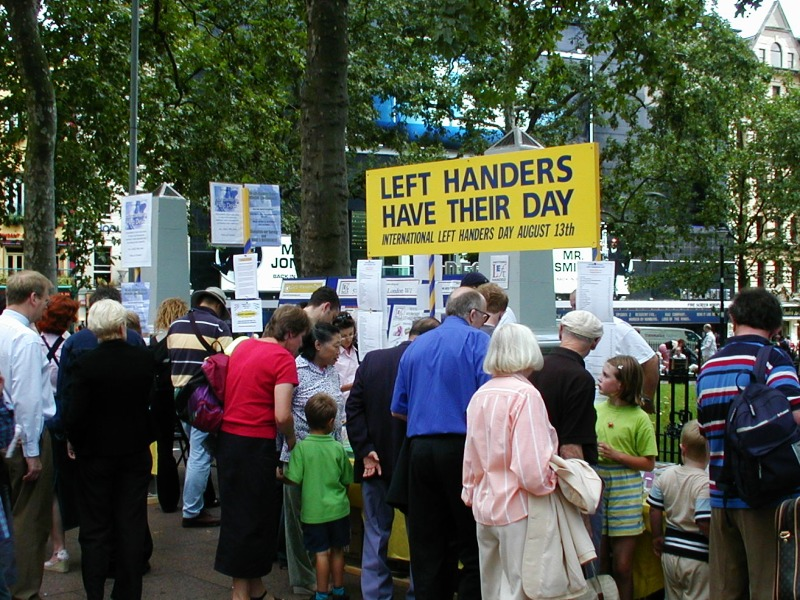
Ngày Quốc tế người thuận tay trái, 13 tháng 8.

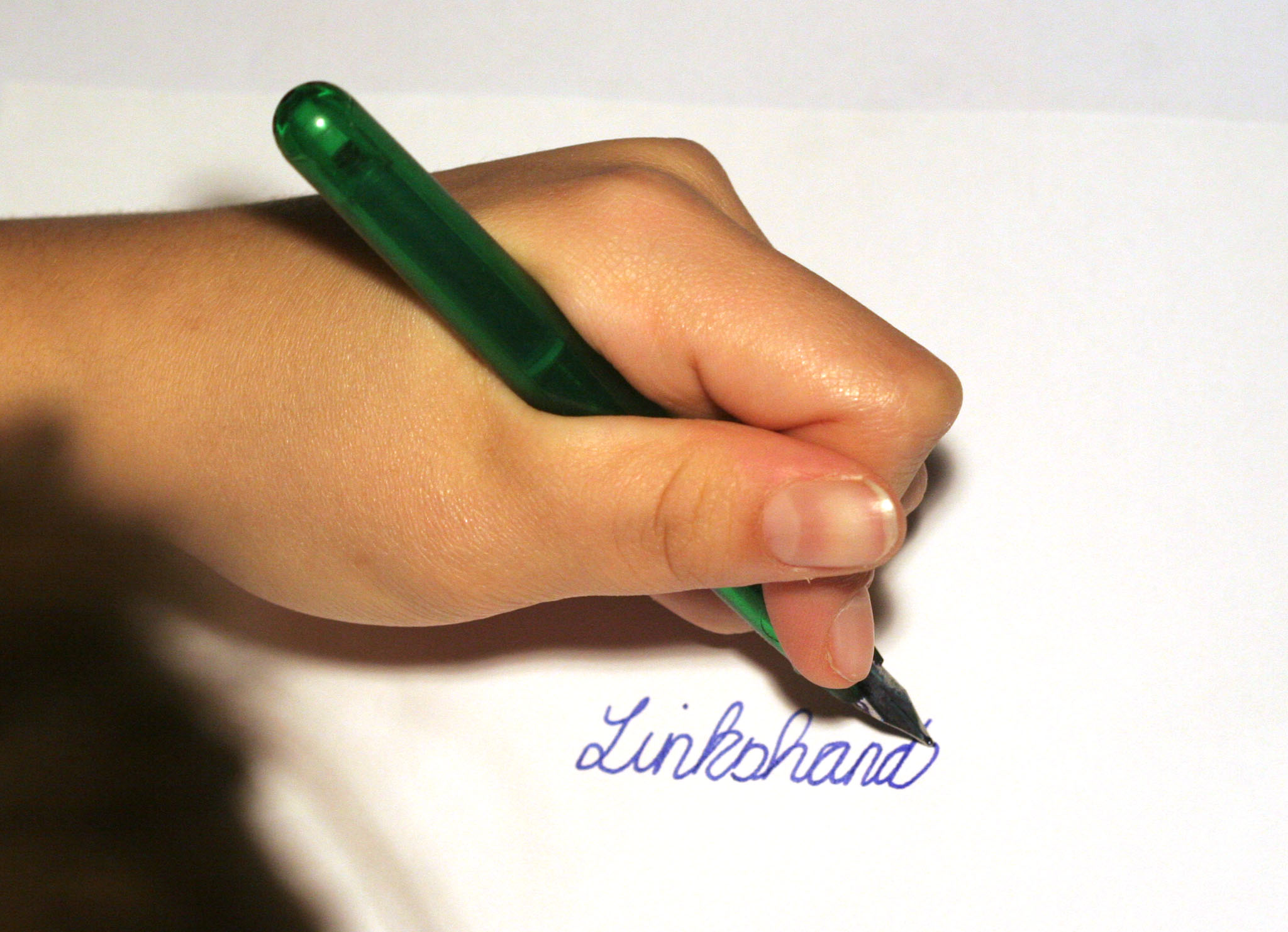
Viết tay trái.

Người thuận tay trái là người dùng tay trái để làm những công việc chính như ném, vất, hái lượm đồ vật, sử dụng dụng cụ như viết, cầm, cắt xén,... khi leo trèo hoặc đấm đá thì người thuận tay trái sử dụng tay trái hay chân trái trước. Có một số người tuy thuận tay trái nhưng vì lý do xã hội hoặc truyền thống văn hoá nên được hướng dẫn cầm viết bằng tay phải từ nhỏ. Do vậy, tay cầm viết không hẳn là tay thuận của mỗi người.

## Thống kê
Khoảng 8 – 15% người lớn thuận tay trái. Số nam giới thuận tay trái nhiều hơn nữ giới. So với người khác, những cặp sinh đôi giống nhau thuận tay trái nhiều hơn. Bệnh nhân mắc phải bệnh động kinh, hội chứng Down, tự kỷ, chậm phát triển tâm thần, chứng khó đọc,... có tỉ số thuận tay trái cao hơn.

## Nguyên nhân
Một số nguyên nhân của việc thuận tay trái:
- Tay thuận có từ hồi còn trong bào thai, thường thấy khi thử nghiệm siêu âm thai là tay được liếm hay để gần miệng.[8]
- Gen LRRTM1 làm tăng cơ hội thuận tay trái.[9][10]
- Chất testosterone lên cao trong máu người mẹ có khả năng làm thai nhi thuận tay trái.[11] Theo bác sĩ thần kinh Norman Geschwind, chất testosterone làm giảm phát triển của nửa não trái, đưa nhiều neuron sang nửa não phải, tăng khả năng thuận bên trái – đồng thời tăng nguy cơ bị các chứng thường gặp khi nửa não phải phát triển quá độ như chứng khó học, khó đọc, nói lắp, nhưng bù lại, khả năng nhận thức môi trường không gian lại khá hơn người thuận bên phải.
- Song sinh đối chiếu.

## Ấn tượng và bất công trong xã hội

### Ngôn ngữ
Nhiều người thuận tay trái phản đối những bất công xã hội vì coi trọng bên phải hơn bên trái. Trong tiếng Việt, từ "phải" đồng nghĩa với "đúng", "trúng", "thuận", "đồng ý", còn từ "trái" có nghĩa là "sai", "ngược ý", "trật". Những ngôn ngữ khác cũng thế: tiếng Anh "right", tiếng Đức, tiếng Hà Lan "recht",... có nghĩa là "đúng"; tiếng Pháp "droit" có nghĩa "phải", "quyền lợi"; tiếng Tây Ban Nha "diestro" có nghĩa "phải", "rành nghề", "khéo tay",...Từ "sinister" trong tiếng Anh có nghĩa là "ác, nham hiểm, xui", có gốc từ tiếng Latinh có nghĩa là "tay trái".
Trong tiếng Hoa, từ "tả" (左) có nghĩa "không đúng đắn", "gian tà", ví dụ như "tả đạo" (左道). Cho đến nay, vẫn có những gia đình đánh đập con cái bắt phải đổi thuận tay trái sang tay phải.
Trong tiếng Thụy Điển, cụm từ "venstrehåndsarbeid" có nghĩa đen là "việc làm bằng tay trái" nhưng có nghĩa bóng là "công việc làm cẩu thả không ra gì".
Từ tiếng Anh "ambidexterity" có nghĩa là "thuận cả hai tay", và từ này được lấy từ tiếng Latinh có nghĩa là "hai bên đều là tay phải" ("dexter" có nghĩa là "phải").
Trong tiếng Việt, các cụm từ như "làm nghề tay trái" chỉ công việc phụ, không đúng chuyên môn; "ngang trái", "trái khoáy", "lề trái" chỉ tính chất ngược với thông lệ.

### Dụng cụ

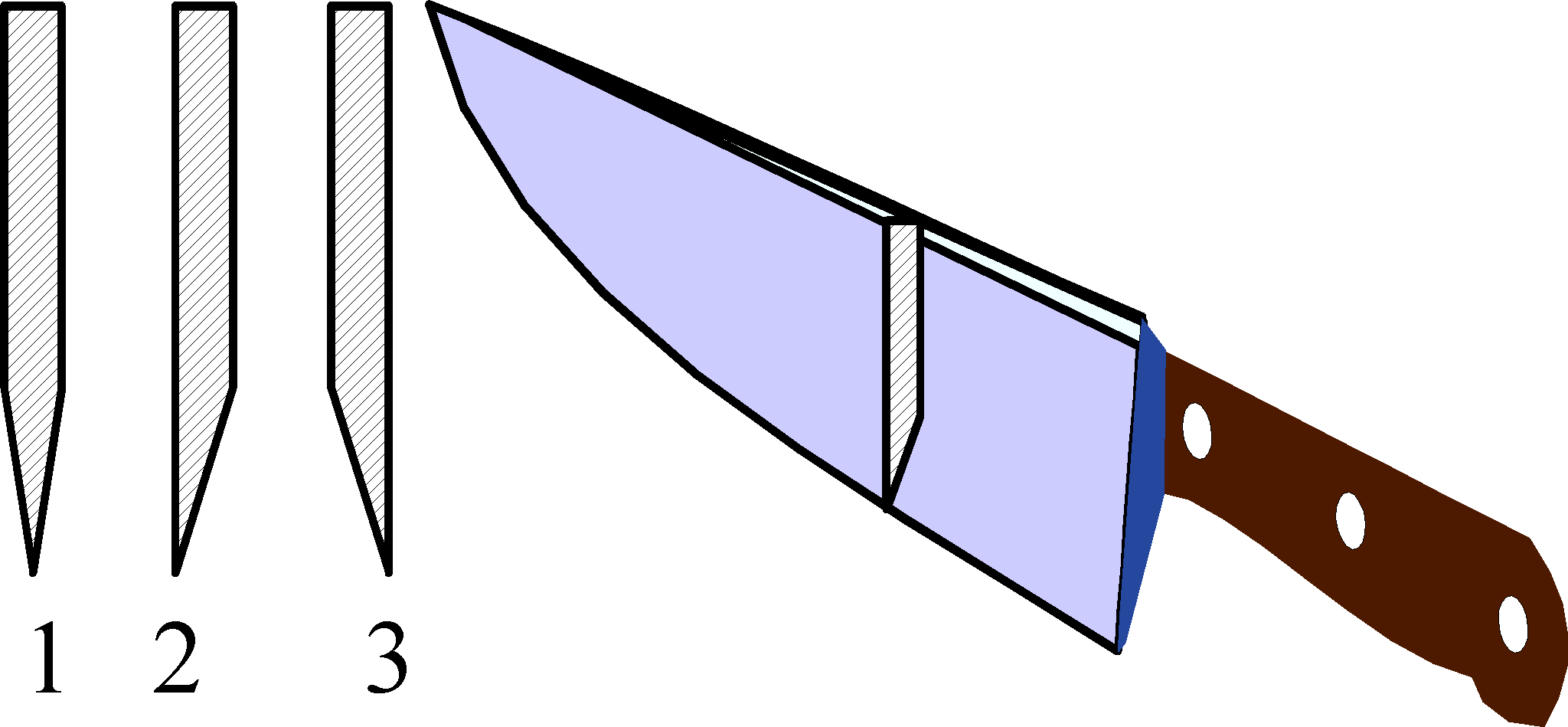
Dao làm bếp đối xứng (1), dao dùng cho người thuận tay phải (2), dao dùng cho người thuận tay trái (3).

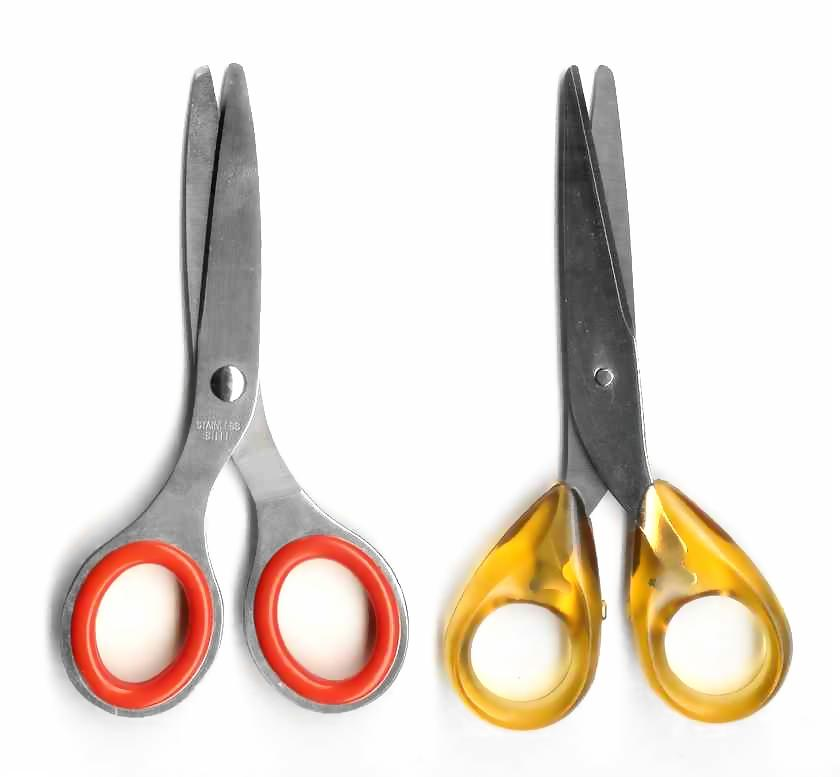
Kéo dùng cho cả người thuận tay phải và thuận tay trái.

Người thuận tay trái gặp nhiều trở ngại với một số dụng cụ – ví dụ điển hình là:
- Kéo: người thuận tay trái không thấy đường cắt khi dùng kéo, lỗ tay cầm (để thò ngón cái vào) thường làm đau.
- Dao: một số loại dao làm bếp (nhất là của Nhật để làm cá của món sushi) có lưỡi thuận cho tay phải hơn tay trái.[13]
- Viết: trong phần lớn các văn hóa, chữ viết từ trái sang phải, người thuận tay trái thường làm lem giấy hay phải tìm cách viết đặc biệt.[14] Nhiều trẻ em học sinh bị buộc phải viết tay phải.
- Trong thể thao: gậy chơi golf, hockey cần phải đặt làm riêng cho người tay trái và thường đắt tiền hơn loại phổ thông dành cho người thuận tay phải.

## Những "khác biệt" về người thuận tay trái

### Trí thông minh
Một giả thuyết phổ biến cho rằng người thuận tay trái thông minh và sáng tạo hơn người thuận tay phải. Trong khi cộng đồng khoa học vẫn còn bàn cãi về cách làm thế nào để suy diễn cả hai mặt trí thông minh và sức sáng tạo, một số nghiên cứu đã cho thấy một liên hệ nhỏ giữa việc thuận tay trái và thông minh, sáng tạo.
Trong cuốn Right-Hand, Left-Hand, Chris McManus thuộc University College London, biện bạch rằng tỉ lệ người thuận tay trái đang tăng và là nhóm người có tỉ lệ thành đạt cao. Ông ta cho rằng bộ não của người thuận tay trái được cấu trúc khác hơn giúp rộng giới hạn của các năng lực và các gen xác định việc thuận tay trái cũng quản lý sự phát triển của các trung tâm ngôn ngữ của não bộ.
Ở Vương quốc Liên hiệp Anh và Bắc Ireland, hiện có khoảng 11% nam giới và nữ giới trong độ tuổi 15–24 thuận tay trái, trong khi số này chỉ có 3% ở độ tuổi 55–64. McManus nêu lên một số các nhân tố có thể điều hợp việc việc thuận tay trái tăng lên:
- Những người thuận tay trái đã bị kì thị mãnh liệt trong suốt thế kỉ 18 và 19 và thường bị "thua thiệt" với mọi người.
- Người thuận tay trái thường bị xã hội xa lánh, kết quả là họ ít lập gia đình và sinh sản ít hơn.
- Do việc kì thị giảm trong thế kỉ 20, số người tự nhiên thuận tay trái mà vẫn giữ bản năng đó đã tăng.
- Đối với lứa tuổi làm mẹ, theo thống kê, thì những người mẹ lớn tuổi hơn sẽ có chiều hướng sinh các đứa trẻ thuận tay trái.

McManus cho rằng việc tăng này sẽ có thể dẫn tới việc phát triển trong giới trí tuệ và là một bước nhảy vọt trong thiên tài về toán, thể thao hay nghệ thuật.
Thật là không may, người thuận tay trái có xu hướng quá biểu trưng ở hai thái cực của trí tuệ, một số lớn liệt vào loại "thiên tài"; một số khác nằm vào cực thiếu thông minh vì khuyết tật. Đã có nhiều nghiên cứu dẫn chứng các liên hệ giữa sự thuận tay trái và các khuyết tật loạn năng đọc, cà lăm và chứng tự kỷ cũng như một số khuyết tật khác.
Năm 2006, các nhà nghiên cứu ở Cao đẳng Lafayette và Đại học Johns Hopkins đã tìm thấy rằng các nam giới thuận tay trái có 15% giàu hơn những người nam giới thuận tay phải trong giới đang theo học cao đẳng, và con số này tăng lên 26% trong giới đã tốt nghiệp. Sự khác nhau về mức thu nhập này vẫn chưa thể giải thích được và dường như không áp dụng cho nữ giới.
Cùng với lợi thế về trí thông minh, việc thuận tay trái cũng có một số lợi ích khác bao gồm:
- Sự phân chia bán cầu não của công việc: điều trước tiên của lý thuyết này là vì việc nói và hoạt động đòi hỏi các kĩ năng năng động tốt; có một bán cầu não thực hiện cả hai sẽ hiệu quả hơn là phân chia chúng ra.[cần dẫn nguồn]
- Lợi thế trong thi đấu: người thuận tay trái có một yếu tố "bất ngờ" trong tranh đấu, bởi vì đa số đều thuận tay phải.

### Tuổi thọ thấp?
Thống kê chỉ ra rằng người già dường như ít thuận tay trái hơn là giới trẻ. Tỉ lệ người cao tuổi thuận tay trái giảm mạnh so với sự tăng của lứa tuổi. Tại Mỹ, người thuận tay trái ở lứa tuổi 20 là 12% trong khi ở lứa tuổi 50 chỉ có 5% cho lứa tuổi 80 chỉ còn lại 1%.
Các nhà nghiên cứu ngày nay hầu như cho rằng sự khác nhau trên giữa các nhóm tuổi là do việc người cao tuổi hơn dường như có kinh qua áp lực trong việc thay đổi tay thuận, nhân tố này ảnh hưởng tới nhiều thế hệ trẻ. Điều này được hỗ trợ bởi sự thật rằng nhiều nữ giới chuyển tay thuận hơn nam giới và nữ lại có tuổi thọ cao hơn nam. Tuy vậy, lập luận này không thể giải thích được mọi thứ khác và vấn đề "sự biến mất của những người thuận tay trái" thì vẫn là một điều bí ẩn.
Một lý thuyết khác cho rằng một số người thuận tay trái chuyển tay thuận sau này trong đời, do các áp lực về sự thuận tiện của thao tác, hay do "mệnh lệnh sinh học". Thuyết này cũng cho rằng tỉ lệ trẻ em sinh ra thuận tay trái có thể đã đang tăng theo thời gian.

## Giao tiếp
Những người thuận tay trái, trong bữa ăn, thường là phải ngồi đầu nồi, giáp với nồi cơm về tay trái vì thường bị vướng tay những người thuận tay phải ngồi ăn bên trái họ. Những người thuận tay trái cũng phải tập thói quen bắt tay phải.
Một số người thuận tay trái có khả năng giao tiếp, thuyết trình vượt trội như hoàng đế Julius Caesar, Napoleon Bonaparte, các tổng thống Mỹ như Bill Clinton, Barack Obama, chủ tịch Cuba Fidel Castro,... được cho là do: ở người thuận tay trái, bán cầu phải hoạt động mạnh hơn. 40% người trong số họ có trung tâm ngôn ngữ ở não phải. Ở 60% còn lại, trung tâm ngôn ngữ nằm ở não trái hoặc cả hai bên. Hai bán cầu não có những đường dẫn truyền nối liên thông với nhau. Như vậy, một số người thuận tay trái được cả hai bán cầu não chỉ huy trung tâm ngôn ngữ và tư duy, có thể vượt trội hơn người khác.

## Bên trái

### Giao thông
Có sự bàn cãi về sự đóng góp của người thuận tay trái. Hoàng đế Napoléon Bonaparte cho dòng giao thông chạy bên phải của con lộ trong thời hậu Cách mạng Pháp. Lý do ẩn giấu trong việc này là vì Napoléon phải chiến đấu trong các trận đánh bằng thanh kiếm trong tay trái và do đó ông đã đảo lộn quân đội để chiến đấu theo cùng một cách. Điều này dẫn tới việc quân kỵ mã Pháp ngày đó tiếp cận đối phương từ phía bên phải của họ.

### Con người
Nhiều nghiên cứu chỉ ra rằng việc thuận tay trái không nhất thiết tương hợp với "thuận bên trái" (chẳng hạn dùng chân trái để đá). Cùng một kết luận cho việc thuận mắt.

### Các hiệu ứng có thể ảnh hưởng đến tư duy con người
Có nhiều lý thuyết về việc tay trái ảnh hưởng tới cách nghĩ của một cá nhân. Một lý thuyết phân chia những người tư duy thuận tay trái và thuận tay phải thành hai khối: đồng thời và tuần tự.
Theo lý thuyết này, những người thuận tay phải xử lý thông tin bằng cách dùng một phương pháp "tuần tự" trong đó một tác vụ phải được hoàn tất quá trình của nó trước khi thao tác kế có thể bắt đầu.
Những người thuận tay trái xử lý thông tin bằng cách dùng phương pháp "đồng thời" trong đó nhiều tác vụ có thể được xử lý cùng lúc. Một cách khác để nhìn nhận vấn đề này: chẳng hạn như có hàng ngàn viên đá màu trắng và chỉ có một viên trong chúng được tô màu hồng. Người thuận tay phải dùng cách xử lý tuần tự, sẽ nhìn từng viên một cho tới khi họ tìm thấy viên màu hồng. Người thuận tay trái, sẽ nhìn lên nhiều viên cùng một lúc để tìm ra viên màu hồng. Hiệu ứng phụ của các cách thức xử lý này là những người thuận tay phải cần phải kết thúc một thao tác trước khi có thể bắt đầu thao tác kế. Ngược lại, người thuận tay trái có khả năng và thoải mái chuyển đổi xử lý giữa các thao tác đang thực hiện song song. Nói cách khác, người thuận tay trái có khả năng dể thực thi nhiều nhiệm vụ cùng lúc.
Lý thuyết này cũng cho rằng người thuận tay mặt thiên về xử lý thông tin kiểu "phân tích", tức là phương pháp giải quyết vấn đề bằng cách bẻ nhỏ chúng thành nhiều phần và phân tích từng phần một; còn người thuận tay trái thiên về xử lý thông tin kiểu "tổng hợp", tức là phương pháp giải quyết vấn đề bằng cách nhìn vào tổng thể. Dĩ nhiên cả hai cách xử lý đều có thể được kết hợp ở mỗi người theo tỷ lệ khác nhau.

### Động vật
Hầu hết các loài linh trưởng cũng dùng một tay nhiều hơn tay kia, mặc dù đa số chúng không dùng tay phải.
Có một truyền thuyết là hầu hết gấu bắc cực đều thuận tay trái.